# Rapport Moynihan
Pour les articles homonymes, voir Moynihan.

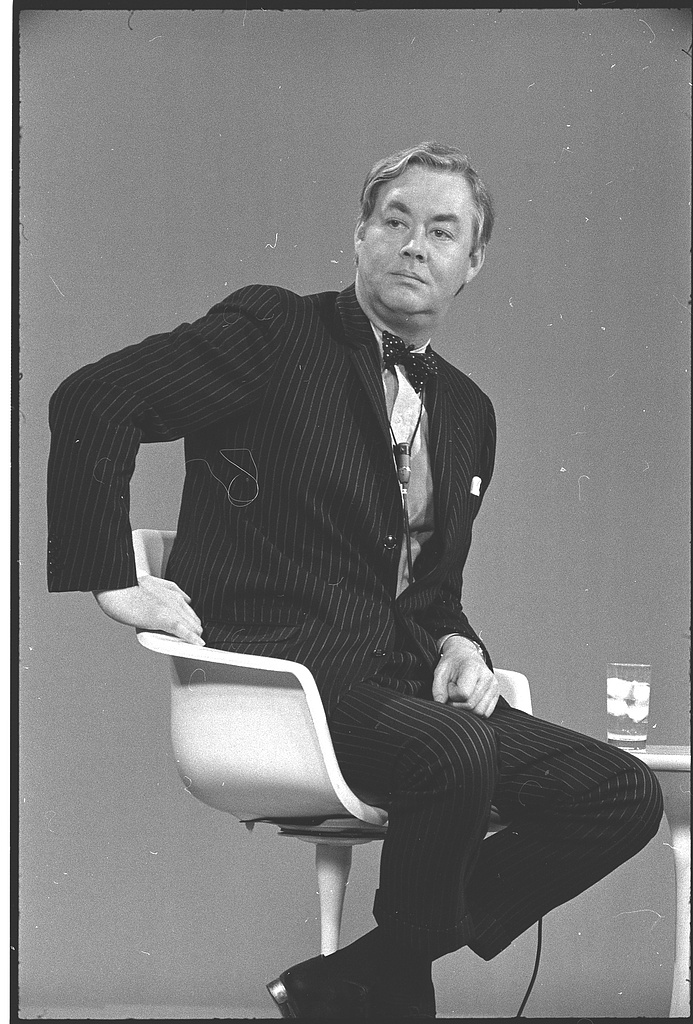
Daniel Patrick Moynihan, auteur du rapport, en 1969

On appelle couramment rapport Moynihan une étude publiée en 1965 par le sociologue américain Daniel Patrick Moynihan sous le titre The Negro Family: The Case For National Action (« La famille noire : les arguments pour une action publique »).

## Contenu
Le rapport Moynihan s'attachait à trouver les racines profondes de la pauvreté des Noirs aux États-Unis et concluait que la relative absence, chez eux, de la famille nucléaire (c'est-à-dire de la famille avec père et mère) entravait considérablement leur progrès vers l'égalité économique et politique.
D'après le livre Representing: Hip hop culture and the production of black cinema, de S. Craig Watkins :
« Le rapport concluait que la structure de la vie familiale dans la communauté noire constituait un "enchevêtrement pathologique... capable de se perpétuer lui-même sans l'assistance du monde blanc" et que "au cœur de la détérioration du tissu de la société noire, il y a la détérioration de la famille noire. C'est la cause fondamentale de la faiblesse actuelle de la communauté noire". Le rapport soutenait de plus que la structure matriarcale de la culture noire affaiblissait la capacité des hommes noirs à tenir le rôle de figures d'autorité. Cette vision de la vie familiale noire est devenue un paradigme courant, sinon dominant, pour la compréhension de la désintégration économique et sociale de la vie des Noirs dans les villes au XXe siècle (pp. 218-219). »
Moynihan ajoutait : « La constante expansion des programmes d'aide sociale peut être prise comme mesure de la constante désintégration de la structure familiale noire au cours de la génération passée aux États-Unis ».

## Importance
Le rapport Moynihan a eu des effets importants et durables. Écrivant au président Lyndon B. Johnson, Patrick Moynihan, alors Assistant Secretary of Labor (assistant du ministre du Travail), soutint que, sans accès au travail et sans les moyens de contribuer significativement au soutien d'une famille, les hommes noirs seraient systématiquement aliénés de leurs rôles d'époux et de pères. Cela ferait exploser les taux de divorce, d'abandon de famille et de naissance hors mariage dans la communauté noire (tendance qui s'était déjà fait jour vers le milieu des années 1960), ce qui mènerait à une importante multiplication des ménages dirigés par des femmes, à une aggravation de la pauvreté, à de faibles résultats éducatifs et au taux de délinquance élevé qui accompagne ces choses. Moynihan plaidait pour qu'on fournît des emplois, des programmes de travail, des formations professionnelles et des programmes éducatifs à la communauté noire. Des décennies plus tard, des spécialistes comme Douglas Massey estiment que le rapport Moynihan fut un de ceux qui contribuèrent le plus à faire décider la guerre contre la pauvreté.

## Réception du rapport
Dès l'époque de sa publication, le rapport a été vivement attaqué par des personnalités noires d'Amérique et par des mouvements pour les droits civils comme étant un exemple de paternalisme blanc, de biais culturel ou même de racisme. À différentes époques, il a été dénoncé ou récusé par la NAACP, par le psychologue William Ryan (en) dans son essai intitulé Blaming the victim paru  en 1971, par le révérend Jesse Jackson et par le révérend Al Sharpton. On lui reproche notamment de donner une vision stéréotypée de la famille noire et des hommes noirs, d'attribuer aux Noirs américains une infériorité en matière de performances universitaires, de décrire la communauté noire comme endémiquement criminelle et « pathologique » et de ne pas reconnaître le biais culturel et le racisme des tests standardisés.
En revanche, la conservatrice Heather Mac Donald (en) écrivait en 2008 dans la National Review : « Les conservateurs de toute allégeance louent volontiers la prescience avec laquelle Daniel Patrick Moynihan avertit en 1965 que l'effondrement de la famille noire compromettait l'obtention de l'égalité raciale. Ils fulminent à juste titre contre les progressistes qui dénonçaient le rapport Moynihan. »